# Lampona hirsti
Lampona hirsti là một loài nhện trong họ Lamponidae. Loài này được phát hiện ở Nam Úc.